# Vedra (Lääne-Nigula)
Pour les articles homonymes, voir Vedra.
Vedra est un village de la commune de Lääne-Nigula du comté de Lääne en Estonie. Au 31 décembre 2011, il compte 36 habitants.